# Pirita (distretto)

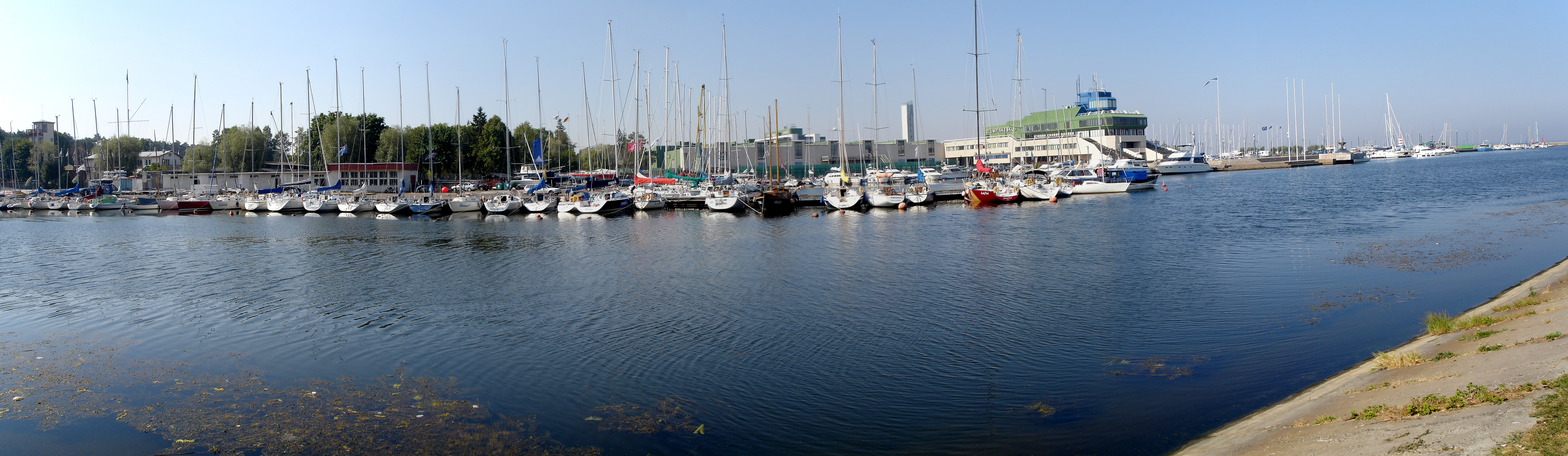
Pirita: la foce del fiume omonimo

Pirita è un distretto periferico ad est di Tallinn, ha una superficie di 18,70 km², ed una popolazione di 18 495 (al 1º agosto 2017) abitanti. Il toponimo deriva fiume omonimo che lo attraversa e che sfocia nella Baia di Tallinn.

## Composizione del distretto
È il distretto meno popolato e più tranquillo di Tallinn, per lo più costituito da piccole villette tranquille, abitate quasi esclusivamente da estoni, tra il verde della foresta.
La spiaggia di Pirita è la più estesa di Tallinn.
A Pirita si trova il Convento di Santa Brigida.

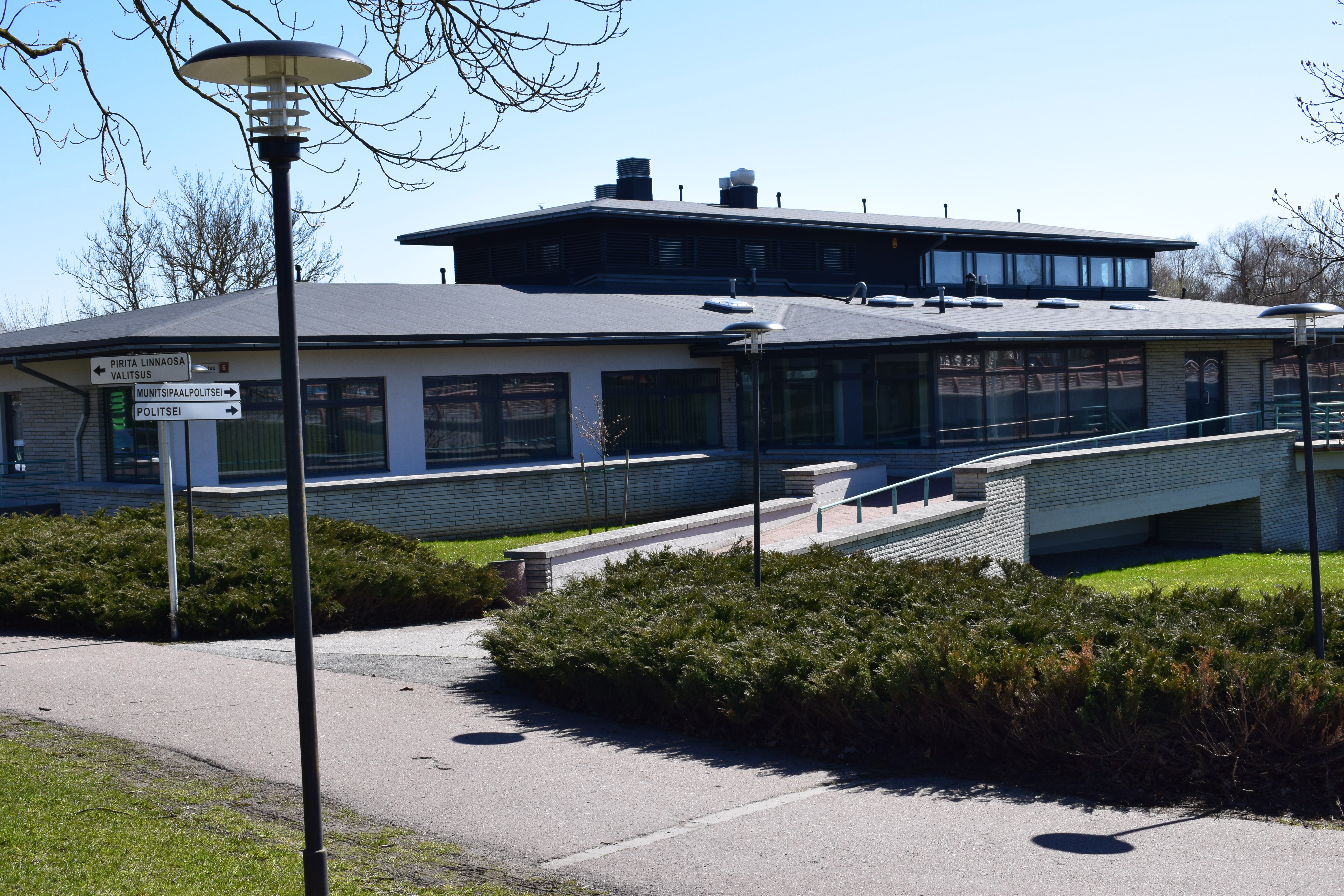
Uffici amministrativi di Pirita

Il distretto è noto per aver ospitato le competizioni veliche delle Olimpiadi del 1980, presso il Pirita yachting centre, costruito appositamente per l'avvenimento.